# Percy Wyndham-O'Brien (1er comte de Thomond)
Percy Wyndham-O'Brien, 1er comte de Thomond (vers 1713-1774), est un député britannique et un pair irlandais. 

## Famille
Il est le plus jeune des deux fils de l'homme d'État conservateur William Wyndham (vers 1688-1740) d'Orchard Wyndham, Somerset, secrétaire à la guerre en 1712, chancelier de l'Échiquier en 1713 et dirigeant conservateur à la Chambre des communes. sous le règne du roi George Ier (1714-1727) et durant les premières années du roi George II (1727-1760). Sa mère est Catherine Seymour, fille de Charles Seymour (1662-1748), et sœur d'Algernon Seymour (7e duc de Somerset) (1684-1750), créé en 1749, comte d'Egremont et baron Cockermouth, avec reste spécial à son neveu Charles Wyndham (2e comte d'Egremont) (1710-1763), frère aîné de Percy, qui devient le 2e comte d'Egremont en 1750. 

## Héritage
En 1741, quand Percy a 28 ans, Henry O'Brien (8e comte de Thomond) meurt sans descendance et lui laisse tous ses domaines irlandais en tant que fils cadet de la sœur de son épouse. Conformément aux conditions du legs, Percy prend le nouveau nom de famille, O'Brien. Le 11 décembre 1756  il est créé comte de Thomond et baron Ibracken (la deuxième création). 

## Carrière
Il fait ses études à St Mary Hall, Oxford. Il est député de Taunton, dans le Somerset, de 1745 à 1747, remplacé par son frère aîné, Charles Wyndham (2e comte d'Egremont). Il est député pour Minehead, Somerset, de 1747 à 1754 et député de Cockermouth, Cumberland, de 1754 à 1761 qui sont dans les domaines de la famille. Percy Wyndham est plus tard député de Winchelsea entre 1768 et 1774. 

## Mort et succession
Quand Percy meurt célibataire et sans descendance en 1774, le comté est à nouveau éteint. Ses domaines passent à son neveu George Wyndham (1751-1837) de Petworth House, Sussex et Orchard Wyndham. 